# Hesperocharis
Hesperocharis es un género de mariposas de la familia Pieridae (subfamilia Pierinae, tribu Anthocharini). Incluye 13 especies y 29 subespecies, que se distribuyen por América del Norte, América Central y América del Sur.

## Especies
- Hesperocharis anguitia (Godart, 1819)
- Hesperocharis costaricensis (H. W. Bates, 1866)
- Hesperocharis crocea (H. W. Bates, 1866)
  - H. c. jaliscana
- Hesperocharis emeris (Boisduval, 1836)
- Hesperocharis erota (Lucas, 1852)
- Hesperocharis graphites (H. W. Bates, 1864)
  - H. g. avivolans
- Hesperocharis hirlanda (Stoll, 1790)
- Hesperocharis leucania (Boisduval, 1836)
- Hesperocharis marchalii (Guérin-Méneville, 1844)
- Hesperocharis ñambii (Salazar & Constantino, 2007)
- Hesperocharis nera (Hewitson, 1852)
- Hesperocharis nereina (Hopffer, 1874)
- Hesperocharis paranensis (Schaus, 1898)